# Vital et Agricole de Bologne
Pour les articles homonymes, voir Saint Vital, Agricole et Bologne (homonymie).
Vital de Bologne est un esclave, martyr avec son maître Agricole (ou Agricola) à Bologne durant la persécution de l'empereur Dioclétien (303-311/313), sans doute vers 304.  Saints chrétiens, ils sont fêtés ensemble le 4 novembre.

## Hagiographie

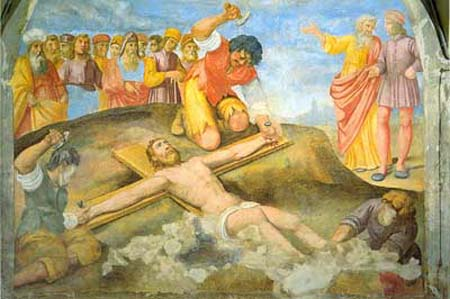
Martyre d’Agricola, fresque à Bologne (XVIe siècle).

Ambroise, évêque de Milan, dans son sermon Exhortatio virginitatis prononcé à Florence en 393, dit que Vitale était un esclave d'Agricole, et qu'il a été condamné au supplice avec son maître. Vitale a souffert le martyre en premier. Les persécuteurs, afin de l'amener à renier sa foi chrétienne, « expérimentèrent en lui, dit Ambroise, toutes sortes de tourments pour que toutes les parties de son corps ne soient pas sans blessure ». Il a expiré en invoquant le nom de Jésus. Avec le supplice de Vitale, les bourreaux tentèrent d'effrayer Agricole et de l'amener à abjurer le christianisme, mais voyant l'inutilité de cette tentative et d'autres, ils le crucifièrent.

## vénération
Le culte de ces deux martyrs se répandit en Europe occidentale grâce aux efforts de saint Ambroise, qui transféra une partie des reliques à Milan, et en donna d'autres à Florence : une partie du sang, des morceaux de la croix et des clous, plaçant ces reliques dans l'église érigée par une femme nommée Juliana. À cette occasion, il prononça une oraison à la gloire de la virginité, avec une référence particulière aux trois filles vierges de Juliana. Sa mention des martyrs Agricole et Vitale dans la première partie de l'oraison est la seule source d'information sur la vie de ces martyrs. 

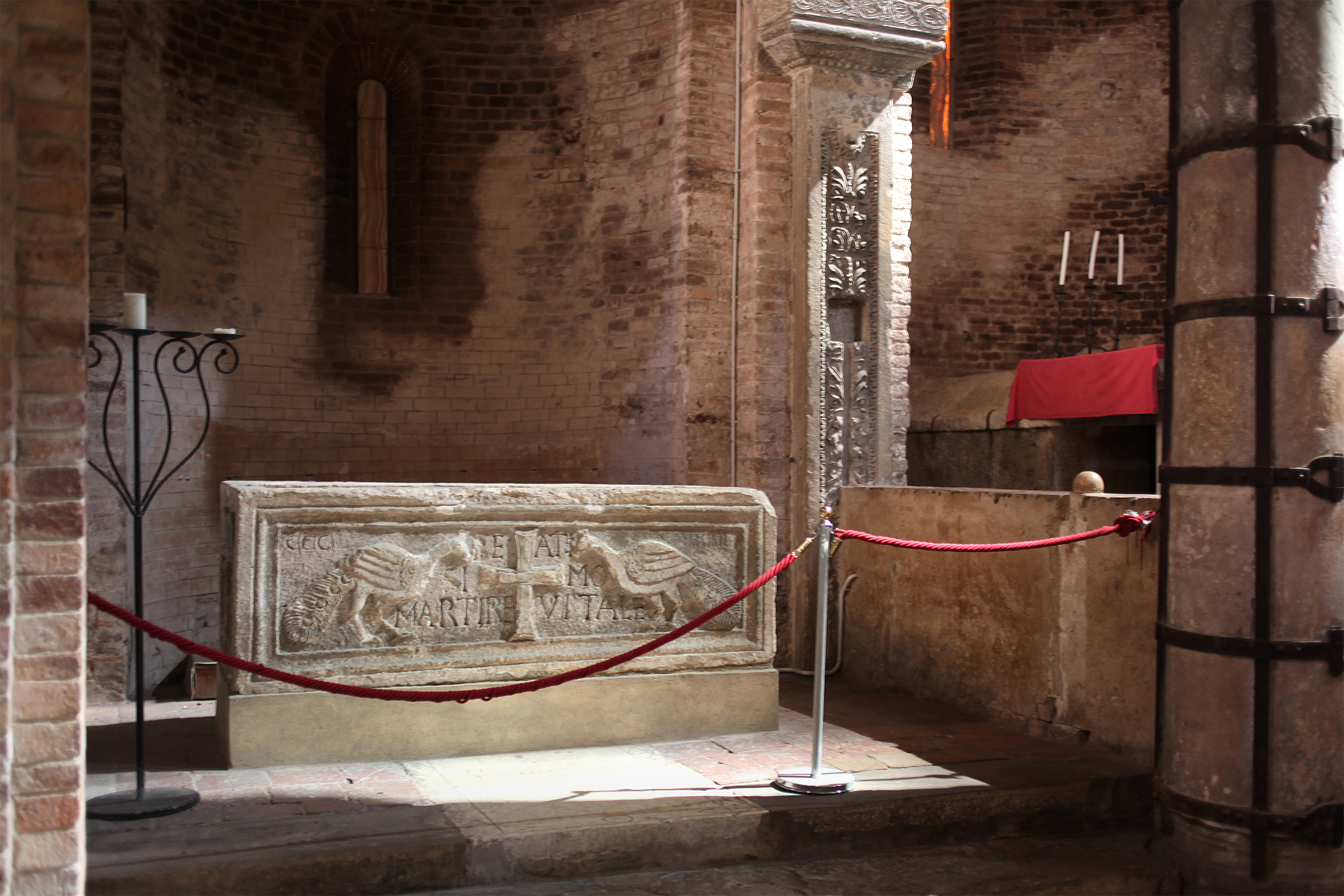
Le sarcophage de saint Vitale à la basilique Saint-Étienne de Bologne.

En 396, d'autres reliques furent envoyées à saint Victrice, évêque de Rouen, et vers la même date à saint Paulin de Nole, et encore à d'autres. Leur culte avait pour centre la ville de Bologne, où la basilique Saint-Étienne accueillit la majorité des reliques.
L'église bolognaise des Saints-Vitale-et Agricole-à-l’Arène (it) (chiesa dei Santi Vitale e Agricola in Arena), est censée avoir été construite sur les vestiges d'un amphithéâtre romain où le martyre de Vitale et Agricole a eu lieu au IVe siècle. La crypte des deux martyrs de la basilique date, quant à elle, du XIe siècle ; leurs reliques y sont exposées.